# Операция «Гроза» (ядерное испытание)
Операция «Гроза» — кодовое название операции, проведённой в Советском Союзе 6 сентября 1961 года около 9 часов утра по Московскому времени (UTC+4), на ракетном полигоне Капустин Яр. Целью этой операции было государственное испытание зенитной управляемой ракеты «215» с ядерным зарядом и новым предохранительно-исполнительным механизмом «ПИМ» системы ПВО С-25. Толчком для начала этой операции послужило частично успешное испытание ракеты ЗУР-215 с ядерной боевой частью, проведённым 19 января 1957 года, и два неудачных контрольных испытания ракет «215» с ядерной боевой частью, проведённых 1 ноября и 3 ноября 1958 года.
В операции «Гроза» зенитная ракета была запущена по уголковому отражателю, который был доставлен аэростатом на высоту около 20 км в точку предполагаемого взрыва. Ракета наводилась на цель с помощью радиолокатора системы ПВО. Также на аэростате были установлены прочные стальные контейнеры с измерительной аппаратурой для измерения гамма-излучения и других параметров ядерного взрыва. Фактическая высота ядерного взрыва составила 22700 м, энерговыделение — 11 кт.
Для измерения γ- и β-излучения в облако взрыва были запущены две ракеты 207АТ с измерительной аппаратурой. Одна ракета прошла вблизи облака через 10 секунд, а другая прошла на 2 км ниже точки взрыва.